# Phyllocnistis amydropa
Phyllocnistis amydropa är en fjärilsart som beskrevs av Edward Meyrick 1934. Phyllocnistis amydropa ingår i släktet Phyllocnistis och familjen styltmalar. Inga underarter finns listade i Catalogue of Life.